# Silvia Pistotnig

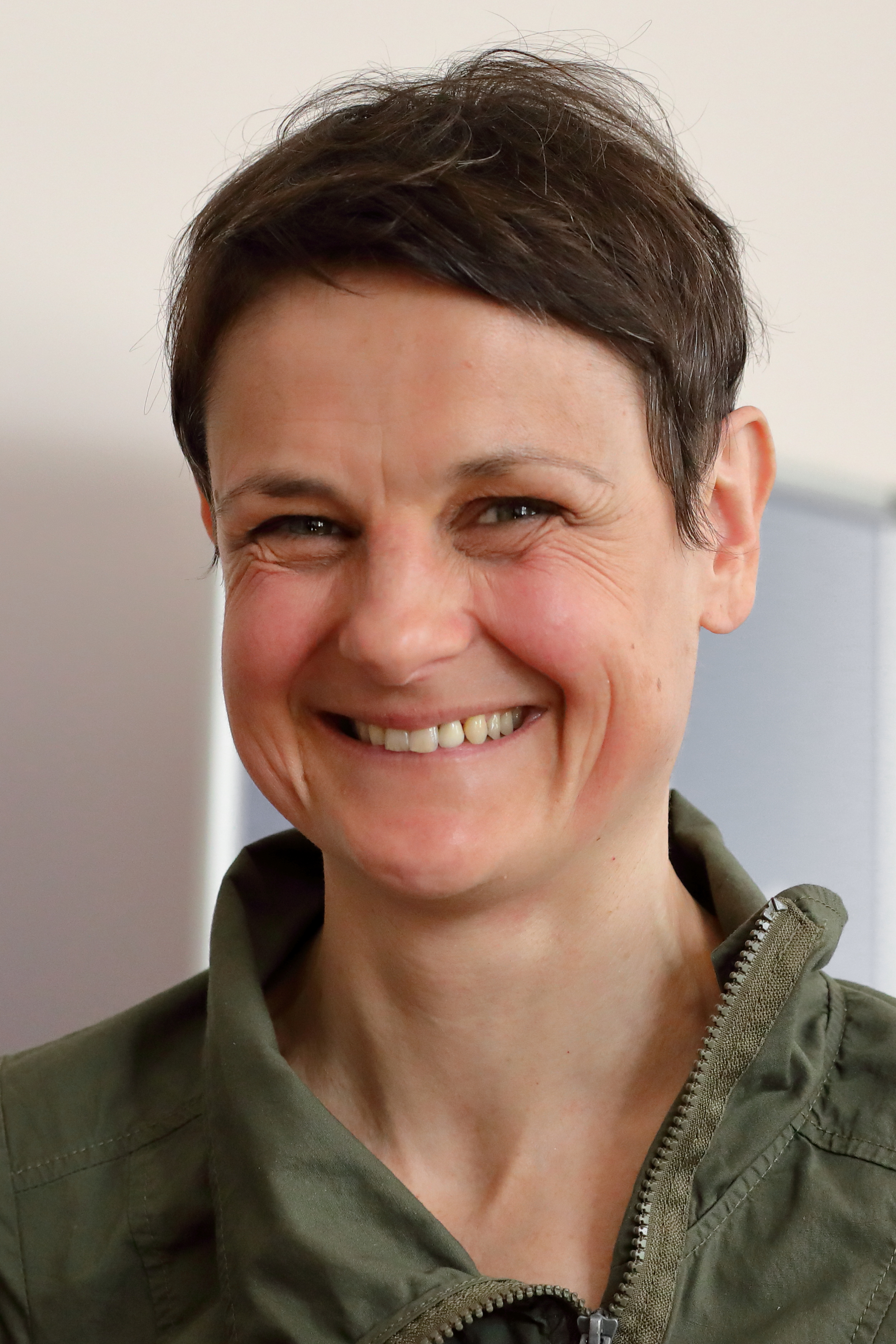
Silvia Pistotnig (2023)

Silvia Pistotnig (* 11. Februar 1977 in Klagenfurt) ist eine österreichische Autorin.

## Leben
Silvia Pistotnig studierte Publizistik und Politikwissenschaften an der Universität Wien, das Studium schloss sie 2001 mit einer Diplomarbeit zum Thema Mediale Opposition: eine Untersuchung der Kommentare der Kleinen Zeitung als Magistra ab. Seitdem ist sie als Redakteurin tätig, seit 2000 gehört sie der Arbeitsgemeinschaft Autorinnen (AGA) und seit 2001 dem Literaturkreis Podium an. 
2010 erschien ihr Debütroman Nachricht von Niemand, im Herbst 2017 folgte mit Tschulie ihr zweiter Roman. Außerdem veröffentlichte sie in verschiedenen Literaturzeitschriften wie Podium, Sterz und Macondo. 2010 wurde sie mit dem Förderpreis für Literatur des Landes Kärnten ausgezeichnet, außerdem erhielt sie dreimal das Arbeitsstipendium für Literatur des Bundesministeriums für Kunst und Kultur.

## Publikationen (Auswahl)
- 2010: Nachricht von Niemand, Skarabaeus, Innsbruck/Bozen/Wien, ISBN 978-3-7082-3290-4; Haymon Verlag, 2014, ISBN 978-3-7099-7768-2
- 2017: Tschulie, Roman, Milena Verlag, Wien 2017, ISBN 978-3-903184-03-9
- 2021: Teresa hört auf, Roman, Milena Verlag, Wien 2021, ISBN 978-3-903184-68-8
- 2023: Die Wirtinnen, Roman, Elster & Salis, Wien 2023,  ISBN 978-3-039300-46-4[5]